# Hinrich John
Hinrich John (ur. 11 maja 1936 w Kilonii) – niemiecki lekkoatleta, płotkarz, wicemistrz Europy z 1966. W czasie swojej kariery reprezentował Republikę Federalną Niemiec.
Wystąpił we wspólnej reprezentacji Niemiec na igrzyskach olimpijskich w 1964 w Tokio w biegu na 110 metrów przez płotki, gdzie odpadł w półfinale. Startując w reprezentacji RFN zdobył brązowy medal w biegu na 60 metrów przez płotki na pierwszych europejskich igrzyskach halowych w 1966 w Dortmundzie.
Na mistrzostwach Europy w 1966 w Budapeszcie John został srebrnym medalistą w biegu na 110 metrów przez płotki (pokonał go jedynie Eddy Ottoz z Włoch). Zajął 6. miejsce w finale biegu na 50 metrów przez płotki podczas europejskich igrzysk halowych w 1967 w Pradze, zaś na europejskich igrzyskach halowych w 1968 w Madrycie odpadł w półfinale tej konkurencji.
Odpadł w półfinale biegu na 110 metrów przez płotki na igrzyskach olimpijskich w 1968 w Meksyku. Zwyciężał w wojskowych mistrzostwach świata w 1960 i 1965.
W 1967 otrzymał odznaczenie Silbernes Lorbeerblatt.
Był mistrzem RFN w biegu na 110 metrów przez płotki w latach 1964–1968 i wicemistrzem w 1963, a także mistrzem w biegu na 200 metrów przez płotki w 1966.